# زون موزیک ریپورتر
زون موزیک ریپورتر (انگلیسی: Zone Music Reporter) (با نام سابق نیو ایج ریپورتر)یک وبسایت بررسی موسیقی است که دارای لیست پخش هفتگی، نمودار پخش ماهانه و جدول بررسی آلبوم موسیقی است.

## جوایز

### برندگان گذشته
افرادی که این جایزه را برنده شدند عبارتند از: مارک انفروی، پل آدامز، مایکل دالین، جف اوستر، بیل لسلی، جف پرز، آین مینوج، پیتر کتر، ویلیام آکرمن، استار پرودی، آل کونتی، مایکل دماریا، آو موزیک، فیونا جوی هاوکینز و امتیستیوم.

### دسته‌بندی جوایز
- بهترین آلبوم سال
- فراگیرترین آلبوم
- بهترین آلبوم سلتیک
- بهترین آلبوم معاصر
- بهترین کاور آلبوم
- بهترین آلبوم رقص/دوبله/کلوپ
- بهترین آلبوم الکترونیک
- بهترین آلبوم تعطیلات
- بهترین آلبوم بی‌کلام (آکوستیک)
- بهترین آلبوم بی‌کلام (پیانو)
- بهترین آلبوم بومی آمریکا
- بهترین آلبوم نئو کلاسیک
- بهترین هنرمند جدید
- بهترین آلبوم آرامش بخش/مدیتیشن
- بهترین آلبوم آواز
- بهترین آلبوم جهان[۵]